# Google Play音樂
Google Play音樂是由Google管理的音樂串流媒體服務和雲端音樂庫，自2011年起開始商業營運。擁有標準帳戶的用戶可以從個人音樂庫免費上傳和收聽多達50,000首歌曲。
與YouTube Red結合使用的「All Access」訂閱服務每月售價為9.99美元，用戶可以根據自己的所在位置創建自定義廣播電台，按需流式傳輸Google Play音樂目錄中的任何歌曲。
用戶也可以透過Google Play的音樂商店購買其音樂庫的其他曲目。
除了向連接網路的設備提供音樂串流外，Google Play音樂行動版應用還允許音樂的存儲和離線收聽。
「音樂測試版(Music Beta)」於2011年5月10日發布。在經過為期6個月以邀請為基礎的測試期後，「音樂」商店與其相關服務則於該年11月16日發布。
Google Play音樂提供超過3500萬首曲目供購買或串流播放。它目前可在63個國家/地區使用。能透過Android、iOS、網絡瀏覽器和各種媒體播放器（如Sonos和Chromecast）存取。

## 歷史
谷歌首先在2010年I / O開發者大會上批示將發布基於雲端的媒體播放器，Google高級副總裁Social Vic Gundotra在大會中展示Android Market的「音樂」商店。
音樂服務在次年5月10日的I / O大會上正式發布，其名為「音樂測試版(Music Beta)」。 
甫發布時，它只透過邀請讓美國居民使用但功能有限。設有免費的雲端音樂撥放器可存儲多達20,000首歌曲，能經由其網絡播放器或Android行動端應用播放音樂。
但在測試期間並沒有音樂商店，因為Google還未獲得主流唱片公司之許可。
在為期6個月的測試期之後，Google於2011年11月16日在美國發佈了「Google音樂」服務及其相關的「These Go to Eleven」活動。 該活動主打這項服務的幾個功能，包括Android Market的音樂商店、過Google+社交網絡進行的音樂共享、「藝術家中心 （页面存档备份，存于）」頁面：供音樂家自行發布音樂、以及在併入電信帳單上代扣(僅限T-Mobile用戶)。
在推出之時，Google已與三大品牌：環球音樂集團、EMI和索尼音樂娛樂公司以及其他較小的品牌建立了合作夥伴關係，雖然與華納音樂集團沒有達成任何協議; 共有1300萬首音樂被這項協議覆蓋，其中800萬條曲目於發布當天即可購買。 為了推廣該服務，數位歌手通過該商店發布免費歌曲和專輯：像是滾石樂隊的演唱會專輯「Brussels Affair (Live 1973)」、和珍珠果醬樂團 發布的一張現場音樂會專輯「9.11.2011 Toronto, Canada」 。
根據CNET的2012年2月報告，谷歌高管對於Google Music在前三個月的採用率和收入不滿。 接下來的一個月，該公司將Android Market及其他數位內容服務整合並命名為「Google Play」; 而音樂服務被重新命名為「Google Play音樂」。

63個國家在2020年12月前可使用Google Play Music.

截至2015年，Google Play音樂已在63個國家/地區推出。
2020年9月，用戶可以将Google Play音樂原有上传、订阅、购买的内容转移到YouTube Music。10月，Google play music音樂流和音樂商店關閉。12月，用戶收藏的音樂已被刪除。Google play music徹底關閉。

## 功能與使用方式
Google Play音樂 為用戶提供了一個「在線音樂串流」，允許他們於雲端免費存儲音樂（最多50,000首），並通過該服務提供的網絡播放器或行動應用程序收聽音樂。
還可以通過行動應用下載歌曲以進行離線播放。用戶必須首先註冊此服務，並通過其Google帳戶提供有效的信用卡，驗證他們是否居住在該服務可用的國家/地區。
音樂文件和播放列表可透過安裝在用戶個人電腦上的「音樂管理工具( Music Manager) （页面存档备份，存于）」應用程序上傳。該程序能透過設定監視用戶電腦上的特定文件夾或現有音樂庫（例如iTunes），使任何添加至被監視的音樂庫/文件夾的曲目也能無縫添加到用戶的Play音樂庫。於上傳過程中，音樂管理員會嘗試將用戶的音樂文件與Google Play音樂庫中的曲目進行匹配；如果找到匹配，該文件將直接被添加到用戶的庫，而不需要額外進行上傳。而現在也能直接透過網路撥放器上傳音樂。
該服務允許用戶使用稱為「即時混合(Instant Mix)」的功能自動創建播放列表。 用戶還可以根據他們最常聽的內容獲得個性化的推薦。
除了免費內容外，Google Play的音樂商店還提供1.29美元，0.99美元和0.69美元的歌曲購買；日前Google Play目錄中有超過3500萬首歌曲。 透過商店購買的歌曲會自動添加到用戶的雲端中，且不會超過可上傳的50,000首歌曲的最大值。
Google還指出，「我們將不時地在Google Play上提供獨家音樂會和採訪。」
2012年1月，Google音樂中添加了一項功能，允許用戶從網絡下載其雲端庫中的任何曲目的MP3副本，每首曲目具有兩次的下載限制。
2012年10月29日，Google宣布了該服務的幾項新增功能，包括音樂匹配功能； 該公司還與華納音樂集團(Warner Music Group)達成合作夥伴關係，後者是尚未與Google Play達成協議的最後一個主要音樂品牌；
最後，音樂商店於11月13日在法國，德國，意大利，西班牙和英國上線。
Google Play音樂是與Google Chromecast 數位媒體播放器兼容的前四個應用程序之一，後者於2013年7月推出。
在2014年10月，推出了一個新的「立即收聽」功能，提供與活動內容相關或預先編排的播放列表。 該功能源自Songza在該年度季初推出的技術。
2015年2月25日，Google將每個用戶的音樂庫的容量從20,000個音樂曲目擴展到50,000個。
2016年9月27日，Google在印度推出了Play音樂服務。

### 付費串流計畫
在2013年5月15日的Google I / O上，Google宣布將擴充Google Play音樂，增加一項名為「All Access」的付費點播音樂串流服務，讓使用者可以串流播放Google Play音樂庫中任何歌曲。 
它在美國定價為每月$9.99（如果用戶在6月30日之前註冊，每月收取的費用是$7.99）。 該服務還允許用戶將All Access音樂庫與其自身的雲端歌曲庫結合。
2014年11月12日，Google子公司YouTube宣布推出「音樂鑰匙(Music Key)」測試服務，這是一項新的高級服務，它包含在All Access之中，可在YouTube上無廣告的音樂影片串流。 
此外，兩個平台在付費串流的方面進行了整合：兩者都提供Google Play音樂推薦和YouTube音樂視頻無廣告串流服務。
「YouTube Red」於2015年10月28日作為「音樂鑰匙(Music Key)」的正式版本重新推出並擴大其服務範圍：所有YouTube視頻接提供無廣告的訪問權限而不限於音樂類型，還與知名YouTuber 合作製作優質內容。
現時「All Access」付費服務訂閱價格為每月價格9.99美元，包含YouTube Red和Google Play音樂串流服務。
2015年12月，Google開始提供「Google Play 音樂」家庭計劃，最多可容納6位家庭成員，每月US $ 14.99。
家庭成員能將他們的訂閱層級升級到家庭計劃，允許家庭組的成員同時串流音樂，每人在最多 10 部裝置上使用「Google Play 音樂」。 
家庭計劃目前僅在澳大利亞，巴西，加拿大，法國，德國，愛爾蘭，日本，英國和美國可用，且只能使用Android設備建立。

## 評價
於2013年, Entertainment Weekly比較數個主流的音樂串流服務並給予「 Google Play Music All Access」「B+」評價。 並寫道 "能額外上傳檔案弭補曲目數量過低的問題..."